# W58
La W58 était une ogive atomique américaine embarquée à bord du missile Polaris A-3, missile lancé depuis un SNLE. Trois ogives étaient montées à la fois dans chacun des missiles Polaris A-3.

## Description
La W58 est entrée en service en 1964.
La W58 avait un diamètre de 15,6 pouces et mesurait 40,3 pouces de long, le tout pesant 257 livres. 
La W58 avait une puissance explosive de 200 kilotonnes.
Les dernières ogives ont été retirées du service en 1982, en même temps que les derniers missiles Polaris.
Le chercheur Chuck Hansen affirme que la W55 et la W58 ont le même étage primaire, où se produit la fission nucléaire, surnommé le primaire Kinglet.